# Rhamphomyia monstrosa
Rhamphomyia monstrosa är en tvåvingeart som beskrevs av Mario Bezzi 1909. Rhamphomyia monstrosa ingår i släktet Rhamphomyia och familjen dansflugor. Inga underarter finns listade i Catalogue of Life.